# Pimelodella kronei
Espèce
Statut de conservation UICN

 DD  : Données insuffisantes
Pimelodella kronei est une espèce de poissons-chats de la famille des Heptapteridae, endémique du Brésil. Découvert par le naturaliste allemand Sigismund Ernst Richard Krone (en), ce fut le premier poisson troglobitique (en) décrit au Brésil, mais plusieurs autres poissons de cette nature ont été décrits plus tard.

## Description
La Pimelodella kronei est une espèce troglobitique endémique, donc exclusivement souterraine, trouvée dans les ruisseaux des grottes le long du bassin de la rivière Betari, un affluent de la rivière Ribeira de Iguape supérieure (en). L'espèce est adaptée à la rareté alimentaire typique du sous-sol et semble être au milieu d'un processus de perte d'habitudes cryptobiotiques - les poissons-chats aveugles sont peu ou pas photophobes et passent beaucoup de temps à explorer activement l'ensemble de l'environnement, pas seulement le fond mais aussi la colonne d'eau et la surface, et comme d'autres poissons troglobitiques, ils s'orientent vers n'importe quel stimulus, les interprétant potentiellement comme un signe de présence de nourriture.
Il est très sensible aux fluctuations environnementales, et dépend notamment de la stabilité du sous-sol, et avec de faibles taux de reproduction et de croissance (il pousse moins de 1 mm par mois, mais a une longévité élevée de 15 à 20 ans). Il présente donc une faible capacité à remplacer les pertes de population dues à des causes naturelles ou anthropiques. L'augmentation de son activité et la perte de ces mécanismes de défense en font une espèce très vulnérable. Ce poisson atteint une longueur de 20,2 cm.

## Systématique
Le nom scientifique complet (avec auteur) de ce taxon est Pimelodella kronei (Miranda Ribeiro, 1907).
L'espèce a été initialement classée dans le genre Typhlobagrus sous le protonyme Typhlobagrus kronei Miranda Ribeiro, 1907.
Pimelodella kronei a pour synonymes :
- Caecorhamdella brasiliensis Borodin, 1927
- Pimelodella lateristriga subsp. kronei (Miranda Ribeiro, 1907)
- Typhlobagrus kronei Miranda Ribeiro, 1907